# Heidenröslein
Heidenröslein, ou Heideröslein (Rosa na charneca) é um poema escrito por Johann Wolfgang von Goethe, publicado em 1789. 
Foi escrito em 1771 durante uma viagem de Goethe a Estrasburgo, e endereçado a Friederike Brion, com quem mantinha um romance.
"Heidenröslein" trata do amor rejeitado de um jovem rapaz, onde a mulher é representada por uma rosa. Há um poema similar escrito por Goethe, "Das Veilchen", onde o homem é representado por uma violeta.
Foi tomado de base por diversos compositores, incluindo Franz Schubert, Carl Friedrich Zelter e Heinrich Werner. A banda de metal alemã Rammstein usou trechos do texto na canção "Rosenrot", produzida em 2005. O cantor japonês Ringo Sheena também o utiliza na composição "D. 257", de 2002.

## Texto
| Sah ein Knab' ein Röslein stehn, Röslein auf der Heiden, War so jung und morgenschön, Lief er schnell es nah zu sehn, Sah's mit vielen Freuden. Röslein, Röslein, Röslein rot, Röslein auf der Heiden. Knabe sprach: "Ich breche dich, Röslein auf der Heiden." Röslein sprach: "Ich steche dich, Dass du ewig denkst an mich, Und ich will's nicht leiden." Röslein, Röslein, Röslein rot, Röslein auf der Heiden. Und der wilde Knabe brach 's Röslein auf der Heiden. Röslein wehrte sich und stach, Half ihm doch kein Weh und Ach, Musst es eben leiden. Röslein, Röslein, Röslein rot, Röslein auf der Heiden. | Um garoto viu um pé de rosa, Rosa na charneca, Era tão jovem e linda como a manhã, Ele correu rapidamente para vê-la de perto, Para ver com grande prazer, Rosa, rosa, rosa vermelha, Rosa na charneca. O garoto disse: "Eu irei te colher, Rosa na charneca. " A rosa disse: "eu irei lhe picar, Assim sempre lembrará de mim, E eu não irei sofrer." Rosa, rosa, rosa vermelha, Rosa na charneca. Mesmo assim o garotou arrancou, A rosa na charneca, Rosa lutou e o espinhou, Mas nada adiantou a dor sofrimento, Teve que deixar que acontecesse. Rosa, rosa, rosa vermelha, Rosa na charneca. |